# Phan Hồn Nhiên
Phan Hồn Nhiên (sinh năm 1972) là một nữ nhà văn Việt Nam, tác giả của những cuốn tiểu thuyết, truyện ngắn hiện đại và tưởng tượng. Bà bắt đầu viết sách từ năm 1992 và đã có nhiều cuốn sách ra mắt được đông đảo công chúng trên cả nước đón nhận.

## Tiểu sử
Sinh ra tại Hà Nội, nhưng Phan Hồn Nhiên sống tại Thành phố Hồ Chí Minh từ năm lên 5 tuổi. Ba là kỹ sư nông nghiệp người miền Nam, còn mẹ là là bác sĩ thú y người Hà Nội.
Chị tốt nghiệp trường trung học phổ thông Lê Quý Đôn và sau đó là bằng cử nhân tại trường Đại học Sân khấu Điện ảnh Hà Nội vào năm 1999. Sau đó, chị trở thành nhà báo, quản lý biên tập viên tại Tạp chí Sinh viên Việt Nam. Hai trong số các cuốn sách của chị đã được chuyển thể thành những bộ phim truyền hình.

## Sự nghiệp
Tài năng của nhà văn Phan Hồn Nhiên nhanh chóng bộc lộ sau khi bà giành vị trí thứ hai trong cuộc thi nhà văn trẻ được tổ chức bởi báo Hoa Học Trò. Năm 2009, chị đã được trao giải thưởng của Hội nhà văn Thành phố Hồ Chí Minh cho tập truyện ngắn Cánh trái.
Năm 2011, chị giành giải thưởng Sách Quốc gia cho cuốn sách Xúc cảm nguy hiểm và cũng trong năm đó, chị đã tham gia Chương trình Viết văn quốc tế tại Iowa, Mỹ.
Sự nghiệp viết văn của Phan Hồn Nhiên đến nay đã có nhiều tác phẩm nổi tiếng với đông đảo quần chúng bạn đọc trên cả nước, bao gồm các tiểu thuyết, truyện ngắn:
- Ngựa thép[3]
- Chuỗi hạt Azoth [4]
- Xuyên thấm
- Những đôi mắt lạnh (Cold Eyes, 2009)
- Rượt đuổi (The Joker, 2010)
- Xúc cảm nguy hiểm (The Dangerous Emotion, 2010)
- Công ty (The Company, 2008)
- Mắt bão (The eye of hurricane, 2008)
- Dốc mưa (The rain gal, 2009)
- Cánh trái (Left wing, 2009)

Ngoài ra còn rất nhiều các tác phẩm nổi tiếng khác như: Hiện thân, Máu hiếm, Chiếc vòng đồng đen, Luật chơi, Dạt vòm, Nằm ở lưng đồi, Hợp điểm...

## Giải thưởng
- Vị trí thứ hai trong cuộc thi Nhà văn trẻ của Báo Hoa Học Trò.
- Giải thưởng Nhà văn trẻ của Hội nhà văn Thành phố Hồ Chí Minh năm 2009.
- Giải thưởng Sách Quốc gia năm 2011.